# ویکتور اریسه
ویکتور اریسه (به اسپانیایی: Víctor Erice) (زادهٔ ۳۰ ژوئن ۱۹۴۰) کارگردان اهل اسپانیا است. وی در دانشگاه مادرید به تحصیل حقوق، علوم سیاسی و اقتصاد پرداخت. او همچنین در سال ۱۹۶۳ در مدرسه رسمی فیلمبرداری (به اسپانیایی: Escuela Oficial de Cinematografia) کارگردانی فیلم خواند.

## فیلم‌شناسی
- روح کندوی عسل (۱۹۷۳)
- جنوب (۱۹۸۳)
- رویای روشنایی (۱۹۹۲)
- ده دقیقه بزرگ‌تر (اپیزود «راه نجات» ۲۰۰۲)
- ویکتور اریسه-عباس کیارستمی. مکاتبات (۲۰۱۶)
- چشمانت را ببند (۲۰۲۳)